# Bershawn Jackson
Bershawn Jackson (Miami, Estados Unidos, 8 de mayo de 1983) es un atleta estadounidense, especialista en las pruebas de relevo 4 x 400 m y 400 m vallas, con las que ha conseguido ser tres veces campeón del mundo en 2005, 2009 y 2011.

## Carrera deportiva
En el Mundial de Helsinki 2005 gana el oro en 400 m vallas, por delante de su compatriota James Carter y del japonés Dai Tamesue.
En los JJ. OO. de Pekín 2008 gana el bronce en la misma prueba, tras dos estadounidenses que ganaron oro y plata: Angelo Taylor y Kerron Clement.
En el Mundial de Berlín 2009 gana oro en 4 x 400 m, y bronce en 400 m vallas.
Y en el Mundial de Daegu 2011 gana la medalla de oro en los relevos 4 x 400 metros, con un tiempo de 2:59.31 que supuso un récord mundial, quedando por delante de los sudafricanos y jamaicanos, y siendo sus compañeros de equipo: Greg Nixon, Angelo Taylor y LaShawn Merritt.